# SpaceX CRS-22
Chronologie
SpaceX CRS-21 SpaceX CRS-23
La mission SpaceX CRS-22 est la 22e mission du Commercial Resupply Services, de SpaceX, vers la Station spatiale internationale, lancée le 3 juin 2021 à 17h29 UTC (Temps universel coordonné) depuis le pas de tir 39A. Cette mission, dirigée par SpaceX et la NASA, est la deuxième du cargo Crew Dragon et la première du cargo C209.
La capsule est revenue sur Terre le 10 juillet 2021 à 03h29 UTC en amerrissant dans le golfe du Mexique.

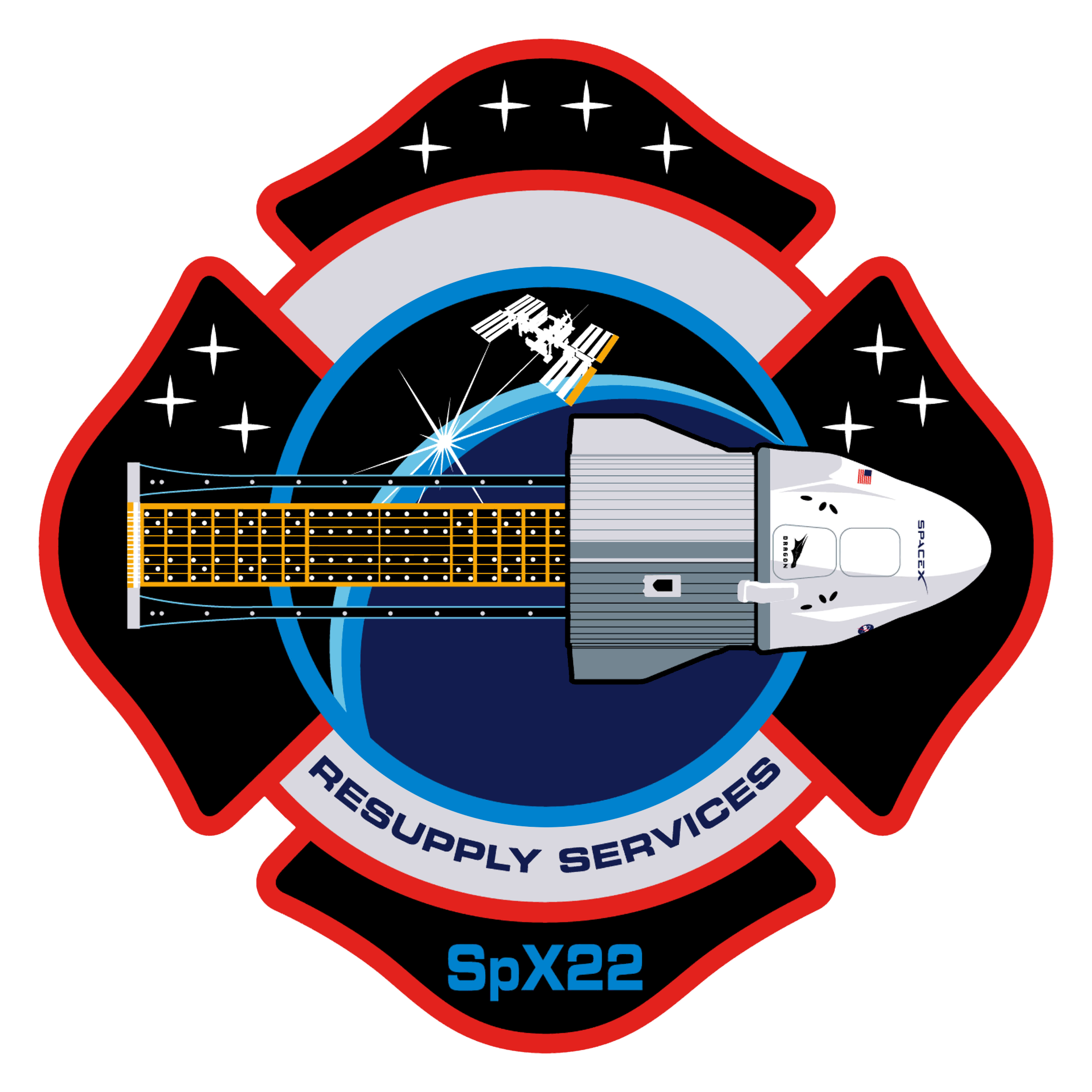
Patch de mission.

## Fret
Le cargo emporte avec lui un total de 3 328 kg de fret pressurisé, dont :
- 341 kg de fourniture pour l'équipage,
- 920 kg d'équipements scientifiques,
- 52 kg d'équipements pour les sorties extra-véhiculaires,
- 345 kg de pièces détachées,
- 58 kg de pièces pour ordinateurs.

Le cargo transporte également 1 380 kg de fret non-pressurisé dans sa soute, dont une paire de panneaux solaires de type iROSA.

## CubeSats
Il emmène avec lui vers l'orbite 4 CubeSats, dont 1 de la mission ELaNa 36 :
| Nom           | Pays        | Organisation                                    | Description                                                                                                |
| ------------- | ----------- | ----------------------------------------------- | --- |
| SOAR          | Royaume-Uni | Université de Manchester                        | Apprendre aux étudiants les manœuvres en orbite.                                                           |
| RamSat        | États-Unis  | Oak Ridge Public Schools                        | Apprendre aux étudiants comment créer et opérer des satellites.                                            |
| MIR-Sat 1     | Maurice     | Conseil de recherche et d'innovation de Maurice | Premier satellite de Maurice, devant permettre l'acquisition des capacités pour la création de satellites. |
| G-Satellite 2 | Japon       | One Team                                        | Satellite de promotion des jeux olympiques et paralympiques.                                               |